# Múgica
Múgica är en kommun i Mexiko.   Den ligger i delstaten Michoacán de Ocampo, i den södra delen av landet, 300 km väster om huvudstaden Mexico City.
Följande samhällen finns i Múgica:
- Nueva Italia de Ruiz
- Nuevo Capirio
- Colonia Nueva del Ceñidor
- Vista Hermosa
- Rancho Nuevo